# Statua Matki Boskiej Błogosławiącej w Suwałkach

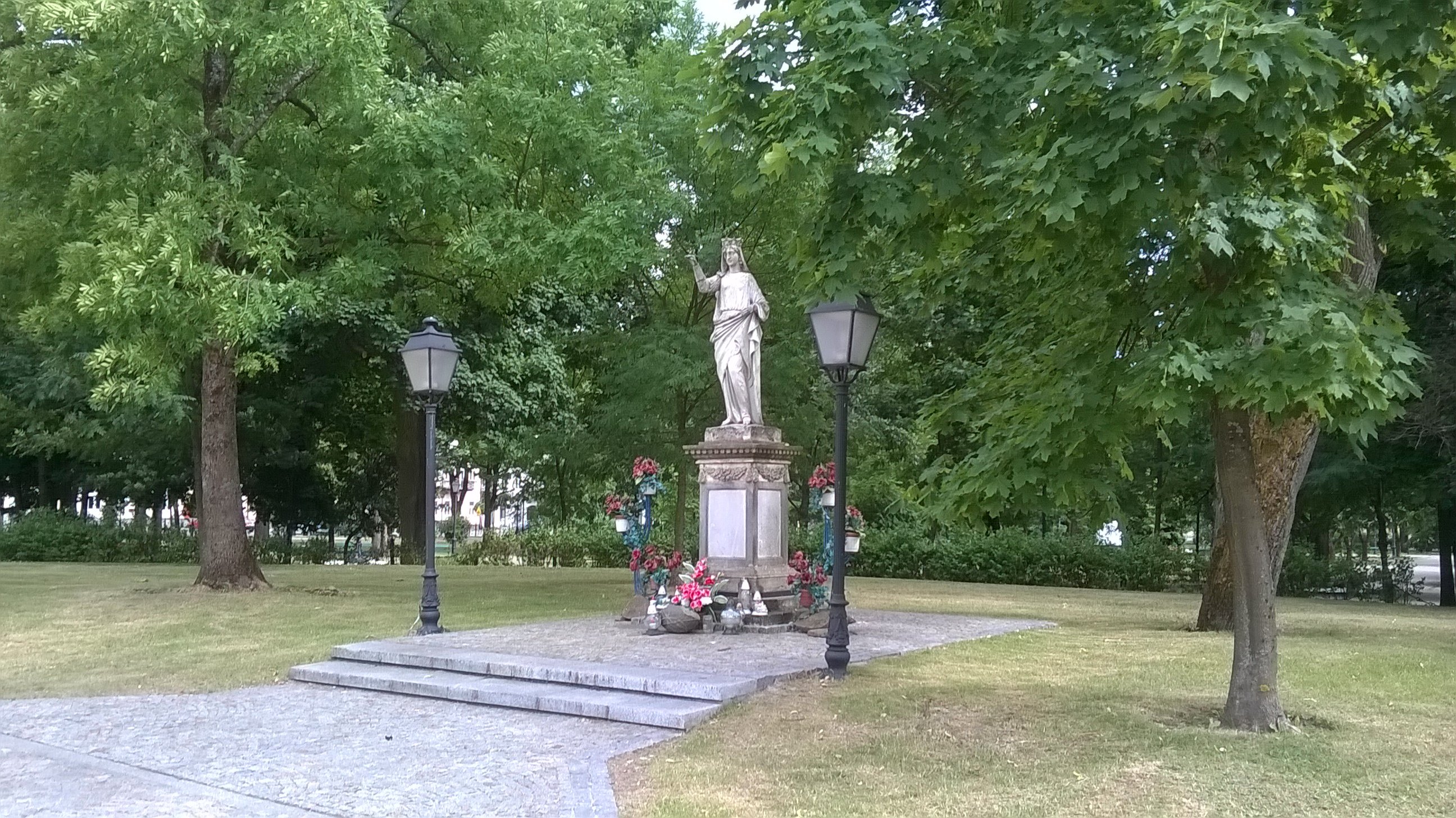
Statua Matki Boskiej (Suwałki)

Statua Matki Boskiej Błogosławiącej w Suwałkach – rzeźba dłuta Feliksa Krasuskiego umieszczona na północnych obrzeżach Parku Konstytucji 3 Maja, naprzeciwko kościoła św. Aleksandra.

## Historia
Andrzej Matusiewicz w 2 tomie „Rocznika Augustowsko-Suwalskiego” tak pisał: Jesienią 1861 roku na fali patriotycznych nastrojów i manifestacji, którymi żyły Suwałki od wczesnej wiosny, zrodził się wśród parafian suwalskich pomysł ustawienia w mieście „statui Najświętszej Matki Boskiej”. Zamierzano umieścić ją w półkolu ogrodu spacerowego naprzeciw kościoła św. Aleksandra (...). Statuę z „kamienia ciosanego” o wysokości czterech łokci planowano ustawić „na przyzwoitym piedestale”. Budowę rzeźby planowano sfinansować ze składek mieszkańców miasta oraz z daru Feliksa Bakinowskiego.
Ze względu na wprowadzenie stanu wojennego na terenie Królestwa Polskiego prace związane z budową przeciągnęły się jednak na rok 1862. Wykonanie pomnika powierzono warszawskiemu rzeźbiarzowi Feliksowi Krasuskiemu. 23 listopada 1862 r. ówczesny proboszcz parafii św. Aleksandra, ks. Piotr Wierzbowski otrzymał od władz pozwolenie na ustawienie figury, on też 8 grudnia 1862 r. dokonał uroczystego poświęcenia statui. Podczas II wojny światowej (nocą z 9 na 10 lipca 1940 r.) pomnik został zniszczony, prawdopodobnie przez hitlerowców. Niebawem jednak figurę naprawiono i powróciła ona na swoje dawne miejsce. W 1995 r. poddano ją kompleksowej renowacji.

## Opis pomnika
Błogosławiąca Matka Boska bez dzieciątka, wyrobiona z piaskowca, stoi na kamiennym postumencie, zdobnym czterema płaskorzeźbami – tak pisał o pomniku ksiądz Salomon Holanek. Bardzo dokładny opis statui znalazł się w pracy Barbary i Marka Kołyszków. To u nich czytamy m.in.: Pomnik (...) wykonany jest z dwóch rodzajów kamienia. Figura (...) i część górna cokołu (z girlandami) wykonane są z wapienia. Postać (...) stoi na kwadratowej podstawie z napisem: „Matko błogosław nas”. (...) cokół zawiera z każdej strony wnęki po usuniętych w 1865 roku płaskorzeźbach. Wnęki te spłycono, wykonując wypełnienie ich zaprawą cementową. Sama figura została opisana w następujący sposób: stoi w kontrapoście z lekko uniesioną lewą nogą, prawą rękę ma lekko ugiętą z dłonią wyciągniętą do przodu (...). Lewa dłoń zwrócona jest do torsu. Postać odziana jest w tunikę przewiązaną w pasie i w wierzchnią szatę zarzuconą przez lewe ramię (...). Spod szat widać bose stopy (...). Głowę zdobi mitra książęca. Przed pracami konserwatorskimi głowę zdobiła korona mosiężna (...). Twarz zwrócona jest wprost, a spod chusty widać włosy skręcone w loki.

## Feliks Krasuski
Autorem statui był artysta-rzeźbiarz Feliks Krasuski. Jak podaje czwarty tom „Słownika artystów polskich i obcych w Polsce działających” w 1847, mając 17 lat, rozpoczął studia w SSP w Warszawie, gdzie studiował u Konstantego Hegla do 1855. Potem pracował m.in. nad rzeźbami do kościoła w Wilanowie. Był jednym z uczestników zamachu na carskiego namiestnika generała Fiodora Berga (19.09.1863 r.). Stefan Kieniewicz w monografii: „Powstanie styczniowe” pisał, iż bezpośrednimi wykonawcami [zamachu] byli dwaj bracia Krassuscy: Feliks, rzeźbiarz (...) i Dominik, snycerz (...). Towarzyszyli mu: Władysław Wnętowski, malarz pokojowy, i Wojciech Kunke, podobno rzeźnik (...) Naprzód zrzucili 2 butelki z fosforem rozpuszczonym w dwusiarczanie węgla, (...) następnie padł strzał z garłacza, nabitego siekańcami; na koniec rzucono z okna kilka bomb. Siekańce pokiereszowały oparcie powozu, mundur Berga i jego adiutanta, którzy jednakże obaj wyszli cało. Bomby i butelki padły na bruk, raniąc jedynie konie z zaprzęgu i kozackiej eskorty. Dominika Krasuskiego ujęto i stracono, natomiast Feliksowi udało się zbiec za granicę.

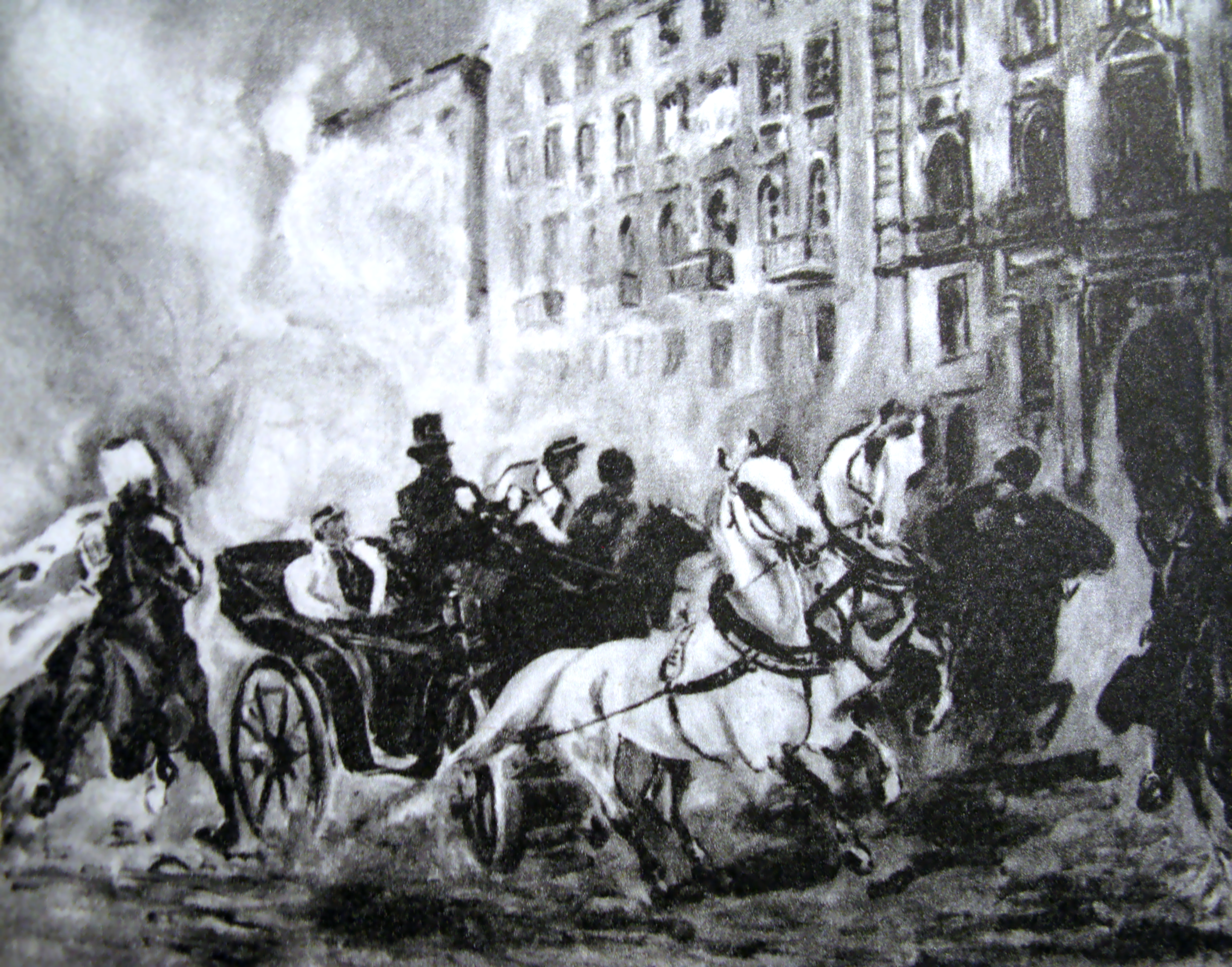
Zamach na gen. Fiodora Berga (1863r.)

## Św. Jadwiga czy Matka Boska?
W opracowaniach dotyczących historii statui pojawiają się informacje, iż wykonana przez Krasuskiego rzeźba przedstawiała św. Jadwigę a nie Matkę Boską. Jednakże jak wynika z analizy materiałów źródłowych, do których dotarł Andrzej Matusiewicz, pod koniec 1861 r. ówczesny prezydent Suwałki – Walenty Rościszewski – zwrócił się do augustowskiego rządu gubernialnego z prośbą o pozwolenie na wzniesienie statui Matki Boskiej, która to została ustawiona i uroczyście poświęcona w dniu 8 grudnia 1862 r. przez proboszcza parafii św. Aleksandra, księdza Piotra Wierzbowskiego. Z zachowanych nielicznych materiałów wynika, iż w oficjalnej korespondencji używana była cały czas nazwa: „Błogosławiąca Matka Boska bez dzieciątka". Tak więc wydaje się, iż suwalska statua z założenia miała przedstawiać Matkę Boską. Ciekawa zdaje się w tym miejscu konkluzja, iż Krasuski realizując zamówienie – co do jego treści nie ma żadnych wątpliwości – na figurę Najświętszej Matki Boskiej, wykonał figurę św. Jadwigi. Nie poinformował o tym swoich zleceniodawców, a to, że wykonał figurę św. Jadwigi i to „z celem rewolucyjnym”, i była to myśl tylko Krasuskiego, odkryto dopiero później.